# Viola Elisabeth van Teschen
Viola Elisabeth van Teschen (circa 1291 - 21 september 1317) was een Poolse prinses uit het huis Piasten. Via haar huwelijk was ze van 1305 tot 1306 koningin-gemalin van Bohemen en enkele dagen koningin-gemalin van Hongarije.

## Levensloop
Van Teschen was het derde kind en de tweede dochter van hertog Mieszko I van Teschen en diens echtgenote Gremislava, wier afkomst onbekend is.
Op 5 oktober 1305 huwde ze in Brünn met koning Wenceslaus III van Bohemen, eveneens koning van Polen en Hongarije. Het huwelijk werd gearrangeerd wegens de strategische positie van het hertogdom Teschen tussen Bohemen en Polen. Wenceslaus moest door dit huwelijk zijn verloving met Elisabeth, dochter van koning Andreas III van Hongarije, verbreken. Enkele dagen na het huwelijk moest Wenceslaus III hierdoor aftreden als koning van Hongarije en al zijn rechten op de Hongaarse troon opzeggen.
Na haar huwelijk nam Viola de naam Elisabeth aan. Het huwelijk van Elisabeth en Wenceslaus III was niet echt gelukkig: haar echtgenoot had een vrije levensstijl en de Boheemse adel verzette zich hevig tegen hun huwelijk omdat ze vonden dat van Teschen als dochter van de hertog van Teschen een te lage rang had. Tien maanden na het huwelijk werd Wenceslaus III in augustus 1306 in Olomouc onder onduidelijke omstandigheden vermoord. Van Teschen was hierdoor op 15-jarige leeftijd al weduwe en door haar jonge leeftijd was het huwelijk kinderloos gebleven. Na de dood van haar echtgenoot vestigde ze zich in Moravië.
In 1310 bestegen haar schoonzus Elisabeth van Bohemen en haar echtgenoot Jan van Luxemburg de Boheemse troon. Om steun te vinden bij de Boheemse adel sloten ze een alliantie met de machtige edelman Peter I van Rosenberg. Als onderdeel van deze alliantie werd van Teschen aan Peter uitgehuwelijkt. In 1316 vond het huwelijk plaats.
Het huwelijk duurde echter niet lang en bleef kinderloos, aangezien van Teschen in september 1317 stierf. Zij werd bijgezet in het klooster van Vyšší Brod.
- Nationale Bibliotheek van Tsjechië: jn20000701908
- Virtual International Authority File: 84037908